# Rinchenia
Rinchenia ist eine Gattung der Dinosaurier aus der Gruppe der Theropoda bzw. Oviraptorosauria aus der Oberkreide der Mongolei. Die einzige bekannte Art ist Rinchenia mongoliensis.
Rinchenia war ein großer Oviraptoride mit einem Schädelkamm. Wie andere Oviraptorosauria war es ein biped (auf zwei Beinen) laufendes, vermutlich gefiedertes Tier, das einen zahnlosen Schnabel besaß und sich vermutlich pflanzen- oder allesfressend ernährte.

## Fund
Bisher ist lediglich ein einziges, fast vollständiges Skelett bekannt (Holotyp, Exemplarnummer GI 100/32A), das bei Altan-Ula im mongolischen Aimag Ömnö-Gobi entdeckt wurde. Stratigraphisch stammt der Fund aus der Nemegt-Formation und wird dem frühen Maastrichtium zugerechnet.
Ursprünglich beschrieb Rinchen Barsbold (1986) diesen Fund als eine neue Art von Oviraptor, Oviraptor mongoliensis, bis er 1997 die neue Gattung Rinchenia aufstellte. Da Barsbold jedoch keine besonderen Merkmale für die neue Gattung nannte, galt der Name Rinchenia als Nomen nudum („nackter Name“), bis er von Osmólska et al. (2004) verwendet wurde.

## Merkmale
Rinchenia gehörte mit etwa 2,5 Metern Länge zu den größeren Oviraptoriden. Sein Schädelkamm erstreckte sich fast über die gesamte Schädeldecke und erreichte den höchsten Punkt über dem Tränenbein (Lacrimale). Neben dem Zwischenkieferbein (Prämaxillare), dem Nasenbein (Nasale) sowie dem Stirnbein (Frontale) war auch das Scheitelbein (Parietale) an der Bildung des Kammes beteiligt. Das Kreuzbein bestand aus 6 und der Schwanz aus 32 Wirbeln. Im Unterschied zu Oviraptor war das Postkranium (das Restskelett, das sich dem Schädel anschließt) leichter gebaut und die Halswirbel nicht so hoch.